# Odontopera aurata
Odontopera aurata är en fjärilsart som beskrevs av Louis Beethoven Prout 1915. Odontopera aurata ingår i släktet Odontopera och familjen mätare. Inga underarter finns listade i Catalogue of Life.